# Tel Azor
Koordinaten: 32° 1′ 32,1″ N, 34° 48′ 15,9″ O
Tel Azor (hebräisch תֵּל אָזוֹר Tel Asōr) ist ein Ruinenhügel, der etwa sechs Kilometer südöstlich von Tel Aviv an der Straße nach Jerusalem im nördlichen Teil der heutigen Gemeindeverwaltung Azor liegt. Es handelt sich um die Reste der antiken Stadt Azor. Der Ort wird in der Bibel erwähnt (Joshua 19:45, in der Septuaginta), wonach der moderne Ort benannt wurde. Die Stadt erscheint auch in den Annalen des Sennacherib, wo von der Eroberung der Stadt berichtet wird.
Der eigentliche Ruinenhügel, den die arabische Siedlung Yazur umschloss, ist relativ klein, doch finden sich Reste der antiken Siedlung über ein weites Gebiet verstreut, vor allem in den modernen Orten Azor und Cholon. Es handelt sich meist um Reste von Bestattungen, die vom 4. Jahrtausend v. Chr. bis in die islamische Zeit datieren. Wegen der modernen Überbauung der Stadt sind größere systematische Ausgrabungen jedoch nur schwer möglich.